# 波赫丹尼夫卡 (盧布尼區)
50°18′52″N 33°0′39″E / 50.31444°N 33.01083°E
波赫丹尼夫卡（烏克蘭語：Богданівка），是烏克蘭的村落，位於該國中部波爾塔瓦州，由盧布尼區負責管轄，距離新阿爾托波洛特0.5公里，海拔高度112米，2001年人口29。
- картка[永久]